# Klein Aulosen
Klein Aulosen war bis 1928 eine Gemeinde im Landkreis Osterburg im Regierungsbezirk Magdeburg der Provinz Sachsen im Freistaat Preußen des Deutschen Reiches.

## Geografie
Das altmärkische Dorf Klein Aulosen, ein Angerdorf mit Kirche, lag elf Kilometer nordwestlich von Krüden und 17 Kilometer nordwestlich der Hansestadt Seehausen (Altmark). Es ist im westlichen Teil des heutigen Dorfes Aulosen aufgegangen.

## Geschichte
Die erste urkundliche Erwähnung von Groß Aulosen stammt aus dem Jahre 1319, als Waldemar, Markgraf der Mark Brandenburg, Besitzungen in Aulosen an das Kloster Amelungsborn schenkte. In der Urkunde wird der Hof des Markgrafen (die Burg) als curia Aulosen genannt, der 17 Dörfer gehörten, darunter ad villam Owelosen (Klein Aulosen). In Urkunden im Brandenburgischen Landeshauptarchiv sind weitere Nennungen überliefert: 1518 dat Dorp tho Lutkern Aulosen, 1598 Dorf Lütken Aulosen und 1687 Lütken Awlosen. 1804 heißt es schließlich Klein Aulosen: „Hängt unmittelbar mit Groß Aulosen zusammen“. Im Jahre 1842 berichten Hermes und Weigelt: „Der Nahrungsstand der Einwohner ist nicht günstig“. Im Jahre 1745 gab es zwei herrschaftliche Windmühlen mit einem Gang. Noch zu Beginn des 20. Jahrhunderts stand eine Windmühle knapp 300 Meter südlich der Kirche. Etwa 500 Meter westlich des Dorfes lag früher das Vorwerk Lies, aus dem eine Ziegelei hervorging. Klein Aulosen gehörte zu den Garbedörfern, die das Recht hatten ihr Vieh auf der Garbe zu weiden.

### Eingemeindungen
Am 17. Oktober 1928 wurden die Landgemeinde Klein Aulosen und Teile des Gutsbezirks Groß Aulosen mit der Landgemeinde Groß Aulosen zur neuen Landgemeinde Aulosen im Landkreis Osterburg zusammengeschlossen. Die beiden Landgemeinden wurden nicht als Ortsteile fortgeführt und aus beiden Dörfern wurde ein Dorf.

### Einwohnerentwicklung
| Jahr | Einwohner |
| ---- | --------- |
| 1734 | 99        |
| 1775 | 107       |
| 1789 | 96        |

| Jahr | Einwohner |
| ---- | --------- |
| 1798 | 113       |
| 1801 | 103       |
| 1818 | 104       |

| Jahr | Einwohner |
| ---- | --------- |
| 1840 | 147       |
| 1864 | 145       |
| 1871 | 123       |

| Jahr | Einwohner |
| ---- | --------- |
| 1885 | 122       |
| 1892 | 123       |
| 1895 | 113       |

| Jahr | Einwohner |
| ---- | --------- |
| 1905 | 108       |
| 1910 | 105       |
| 1925 | 116       |

Quellen:

## Religion
Die evangelischen Christen aus Klein Aulosen gehörten zur Kirchengemeinde Klein Aulosen und damit zur Pfarrei Bömenzien.

## Kultur und Sehenswürdigkeiten
- Die evangelische Dorfkirche Klein Aulosen (heute Aulosen) ist ein Fachwerkbau.[11] Im Jahre 1730 wurden die Kirche und der Turm neu errichtet. In Erinnerung an das Augsburger Bekenntnis vor 200 Jahren wurden die Türen mit lateinischen Inschriften versehen.[12]